# Ménil-Hermei

Ménil-Hermei este o comună în departamentul Orne, Franța. În 1 ianuarie 2022 avea o populație de 201 de locuitori.